# 粗壮润楠
粗壮润楠（学名：Machilus robusta）为樟科润楠属下的一个种。

## 扩展阅读
- 維基物種上的相關：粗壮润楠